# Denis Janot
Pour les articles homonymes, voir Janot.
Denis Janot (éditeur entre 1529 et 1544) est un imprimeur parisien, qui exerce près de Notre Dame de Paris. Janot, Imprimeur du roi, édite ses livres en français, qui séduisent par leurs nombreuses illustrations. Il imprime un grand nombre des écrivains classiques aussi bien que des écrivains contemporains français, spécialement au sujet de la « querelle des femmes ».

## Biographie
Son père Jean Janot était imprimeur entre 1508-1522, et avait pour épouse Marie Macée Trepperel, dont les parents étaient aussi imprimeurs. Avec sa femme, Jean Janot édite des livres en français, et ses fils Denis et Simon exercent le même métier. Denis Janot commence en 1529 au Palais de justice de Paris, travaillant avec Alain Lotrian. En 1534 il se met à son compte, près de Notre Dame de Paris. Après sa mort, en décembre 1544, sa veuve, Jeanne de Marnef (aussi d'une famille d'imprimeurs) continue à diriger l'affaire.
Tout comme son père, Denis Janot imprime des ouvrages dans le langage courant, bien qu'il se spécialise dans « la poésie, la morale et l'histoire ». Selon Stephen Rawles, son apport propre tient à l'édition de textes en langage courant, avec « quelques-unes des exigences de qualité esthétiques » auxquelles faisaient appel les imprimeurs humanistes de l'époque pour imprimer des textes latins et grecs. En 1543, il est nommé imprimeur du roi ; un catalogue de cette époque recense 163 ouvrages, dont seuls 14 sont en latin, et beaucoup de ses traductions sont celles d'auteurs latins classiques (y compris deux traductions différentes du Somnium Scipionis de Cicéron). Sont particulièrement notables les nombreux livres qu'il publie touchant à la querelle des femmes, qui agitait les esprits de l'époque.

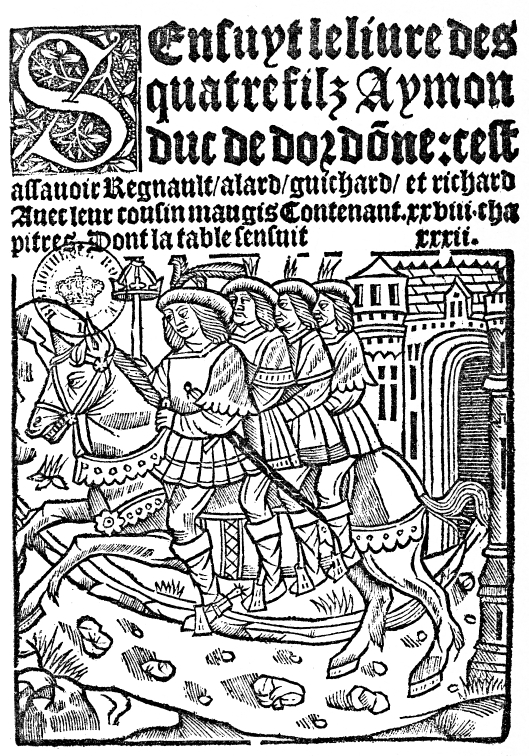
Les Quatre fils Aymon (XVIe siècle).

Une des pratiques habituelles de Denis Janot est d'illustrer les livres qu'il imprime, et il est l'un des premiers imprimeurs français à éditer des livres d'emblèmes ; il publie Le Théâtre des bons engins de Guillaume de La Perrière dans une édition sans date qui paraît dans la première partie de 1540; 1534 est la date de parution du premier livre d'emblèmes en français. Janot publie à cette époque les livres les plus importants, y compris Le Roman de la Rose, et Le Trésor de la cité des dames de Christine de Pizan. Selon Stephen Rawles, ses éditions des œuvres de Clément Marot sont ses éditions les plus marquantes touchant à la poésie française.